# Ingegerd Knutsdotter
Ingegerd (eller Ingegärd) Knutsdotter, även felaktigt benämnd Ingeborg Algotsdotter, född troligen 1356, död 14 september 1412, var en svensk adelsdam och nunna, som blev den första vigda abbedissan i Vadstena kloster. Hon var dotter till Knut Algotsson och den heliga Birgittas dotter Märta (Margareta).

## Biografi
Ingegerd Knutsdotter antogs som nunna vid klostret i Vadstena vid arton års ålder år 1374, samma år som Birgittas kvarlevor anlände till Sverige från Rom. År 1385 blev hon Vadstenas abbedissa över det då ännu inte erkända klostret, men utan påvligt erkännande. Den 18 maj 1388, då klostret fick ett formellt erkännande från påven, valdes hon officiellt till dess första abbedissa. Hon mottog unionsdrottning Margareta då denna hade fått en religiös dröm, kysste handen på alla klostrets medlemmar och invigdes till leksyster.
Ingegerd kritiserades för att förfalska klostrets dokument, förstört dess ekonomi genom att ha förskingrat dess egendomar, underlåtit att rådgöra med munkarnas konfessor, och för att ha utsatt klostret för vanrykte genom att ha brutit sitt kyskhetslöfte och haft samlag. Hon ska ha förhindrat sex munkar att bli präster då de vägrade att bryta sina löften, och förlett munken Lucas Jacobi att bryta sina löften, släppt in honom i nunneklostret och förstöra klostrets påvliga privilegiebrev. Klostret hade anklagat Ingegerd inför drottning Margareta, men utan en annan följd än en mild förebråelse på grund av Ingegerds släktskap med heliga Birgitta.
Hon hade en god relation med biskop Knut Bosson av Linköping, som påstås ha medverkat i hennes förskingring av egendom genom att godkänna falska sigill. Ingegerd sägs ha försnillat en summa på 200 ur påvens avlatspengar och givit dem till sin släkting, biskop Knut. År 1400 avsatte hon munkarnas procurator Sten Stensson och tillsatte Lucas Jacobi, som hon skickade som sitt sändebud till Rom för att föra hennes talan inför påven. Munkarna trotsade henne genom att 1401 välja Petrus Johannis till generalkonfessor, varefter denne lät återvälja Stensson och avsätta Jacobi. Biskop Knut gjorde då visitation och uppmanade klostret att rätta sig efter Ingegerd.
Nunnorna bad Ingegerd att avgå och utlysa nyval, men då hon vägrade gick de 38 nunnorna och munkarna samman och avsatte Ingegerd i en kupp.  Nunnorna tillsatte Christina Staffansdotter Stangenberg (död 1438) som tillförordnad abbedissa medan Ingegerd utreddes, och Staffansdotter och munkarnas ledare Martin sände därefter bud till påven och bad om en undersökning av anklagelserna. Biskop Knut försökte förhindra en undersökning, lejde män att anfalla klostrets landbönder och utsåg en av Ingegerds anhängare till kyrkoherdar i de församlingar som lydde under klostret, bland andra staden Vadstena.
Påven gav i november 1402 order till biskop Peter av Strängnäs att företa en undersökning om anklagelserna om bedrägeri, förfalskning och brutet kyskhetslöfte stämde. Då undersökningen visade att anklagelserna stämde, avsattes Ingegerd formellt av kyrkan från ämbetet som abbedissa 5 februari 1403.
Ingegerd Knutsdotter levde efter att ha avsatts från sitt ämbete som en vanlig medlem av klostret till sin död.

### Egendom
Ingegärd Knutsdotter ägde gods i Bråbo härad, Göstrings härad, Hammarkinds härad och Östkinds härad i Östergötland.